# Ducat de Saxònia
El Ducat de Saxònia era un dels ducats arrel que formaven el regne d'Alemanya durant la baixa edat mitjana. Comprenia l'àrea dels actuals länder de la Baixa Saxònia, Saxònia-Anhalt, Rin del Nord-Westfàlia, i part de Slesvig-Holstein, cobrint la major part del nord d'Alemanya.
Les primeres referències al saxons es remunten entre els segles III i V, quan eren una tribu germànica que habitava el nord del riu Elba i que es va expandir al sud del riu cap a Westfàlia i Estfàlia. També es van expandir a les ribes del Rin, i juntament amb els angles i els juts van ocupar les Illes Britàniques. L'any 531 els saxons es van aliar amb els francs per destruir el regne veí de Turíngia. Durant el període merovingi els saxons van mantenir la seva autonomia respecte al regne franc. El 772, després de la mort del seu germà Carloman I, Carlemany va iniciar la conquesta de Saxònia. Després de tres dècades de guerra els saxons van quedar sota domini franc i el paganisme germànic va ser substituït pel cristianisme. D'aquesta manera van quedar incorporats a l'Imperi Carolingi.

## Creació
Amb la divisió de l'Imperi Carolingi pel Tractat de Verdun (843) el territori a l'est del Rin va passar a ser el Regne Franc Oriental, que acabaria convertint-se amb l'actual Alemanya. Sense un poder central fort, les tribus germàniques es van haver de valer per elles mateixes per defensar-se dels atacs dels vikings al nord i els eslaus a l'est. El capitost de la tribu va prendre el títol de duc.
El primer duc saxó va ser Otó l'il·lustre (880-912), de la dinastia liudolfinga (descendents de Liudolf), que va aconseguir estendre el seu poder a Turíngia. El seu fill Enric va ser escollit rei d'Alemanya (919-936). Enric és considerat com el fundador del regne d'Alemanya. El seu fill Otó I (936-973) va ser el primer rei germànic a rebre la corona imperial per part del Papa (962), i a mesura que passava cada cop menys tems a Saxònia va nomenar-ne marcgravi i governador al noble Herman Billung, tot i que en cap document figura que rebés el títol de duc. El seu fill va heretar el càrrec del seu pare i aconseguí fer-se reconèixer com a duc.
Després de cinc ducs de la casa Billung i un de la Supplinburg, per acabar governant la casa de Welf. Amb els welfs el ducat arribà a la màxima esplendor, però després de la revolta del duc Enric el Lleó contra els reis hohenstaufen i la seva derrota el 1180, el ducat va ser dividit en tres parts més petites: Westfàlia va passar a formar part de l'arquebisbat de Colònia, Brünswick i Lüneburg quedaren a mans dels welfs, i la resta del ducat fou entregat a la dinastia ascaniana.

## Ducs de Saxònia

Escut d'armes de Saxònia

Dinastia Ludolfinga (també dita Saxona o Otoniana)
- Ludolf (843?-866?), duc de Saxònia Oriental.
- Bruno (866?-880), fill de l'anterior, duc de Saxònia Oriental.
- Otó l'Il·lustre (880-912), germà de l'anterior, duc tota la Saxònia.
- Enric I l'Ocellaire (912-936), fill de l'anterior, rei d'Alemanya.
- Otó el Gran (936-961), fill de l'anterior, rei d'Alemanya i emperador.

Dinastia Billung
- Herman (961-973)
- Bernat I (973-1911), fill de l'anterior.
- Bernat II (1011-1059)
- Ordulf (1059-1072)
- Magnus (1072-1106)

Dinastia Supplinburg
- Lotari de Supplinburg (1106-1127), rei d'Alemanya i emperador.

Casa de Welf
- Enric II l'Orgullós (1127-1138), gendre de l'anterior i net de Magnus Billung, també duc de Baviera com Enric X.

Dinastia Ascània
- Albert l'Ós (1138-1142), net de Magnus Billung.

Casa de Welf
- Enric III el Lleó (1142-1180), net de Lotari III i Enric II.

Amb la derrota d'Enric el Lleó, el ducat de Saxònia es va desmembrar. La família Ascània va quedar al càrrec d'un territori molt més reduït, a l'est, i seguiren nomenant-se ducs de Saxònia.
Dinastia Ascània
- Bernat III (1180-1212)
- Albert I (1212-1260)
- Joan (1260-1285) i Albert II (1260-1298)

A la mort d'Albert I, els seus fills Joan i Albert van governar conjuntament fins que, vers l'any 1272 van dividir-se el territori creant els ducats de Saxònia-Lauenburg i Saxònia-Wittenberg. El primer va conservar la seva independència fins al 1803. El segon es convertiria en un electorat palatí i posteriorment en el Regne de Saxònia, fins a l'abdicació del rei Frederic August III de Saxònia davant la desfeta a la Primera Guerra Mundial. El regne es convertiria en l'Estat Lliure de Saxònia dins de la república de Weimar.